# Magdalena Decilio
Magdalena Decilio (født 23. marts 1983) er en håndboldspiller fra Argentina. Hun spiller på Argentinas håndboldlandshold, og deltog under VM 2011 i Brasilien.